# KYOI

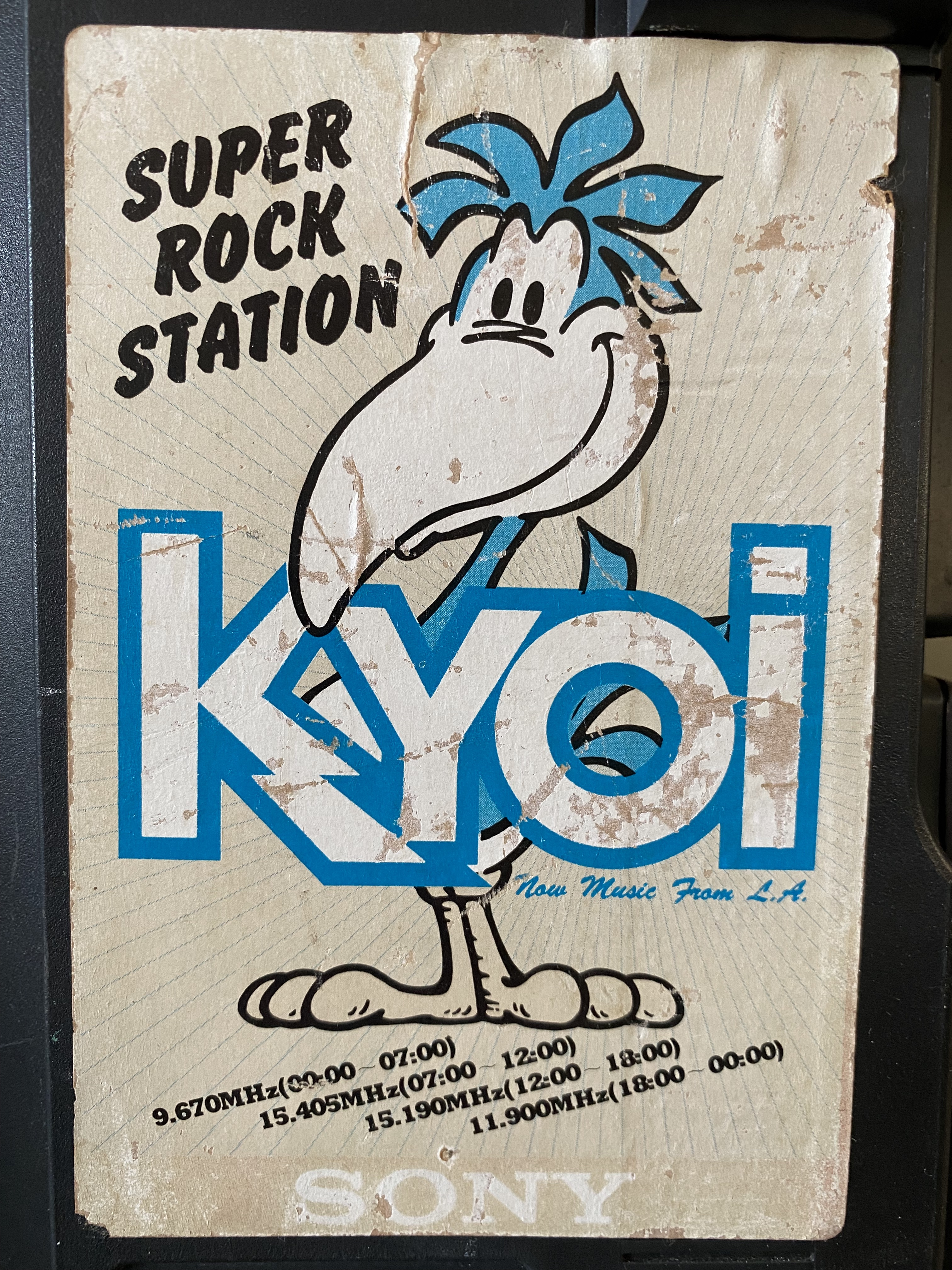
開局記念のステッカー。ソニーが家電量販店などで配布していた。

KYOI（キョイ）は、1982年から1989年にかけて短波ラジオ放送を行っていた北マリアナ諸島・サイパン島の国際放送局。
日本、ソビエト連邦、オーストラリア、ニュージーランド向けにロック、ポップスなどの音楽放送を行なっていた。放送では「スーパーロック・KYOI（Superrock KYOI）」という名称を使用していた。開局当初の日本での営業活動（CM取次・宣伝）は一ツ橋メディア・レップが担っていた。
コールサインの由来は日本語の「よい」から。
送信所はサイパン島アギンガン岬にあった。放送当初の周波数は、11900、15190、15405、9670キロヘルツであった。番組制作はロサンゼルスで行い、サイパンへ録音テープを送って放送していた。

## 歴史

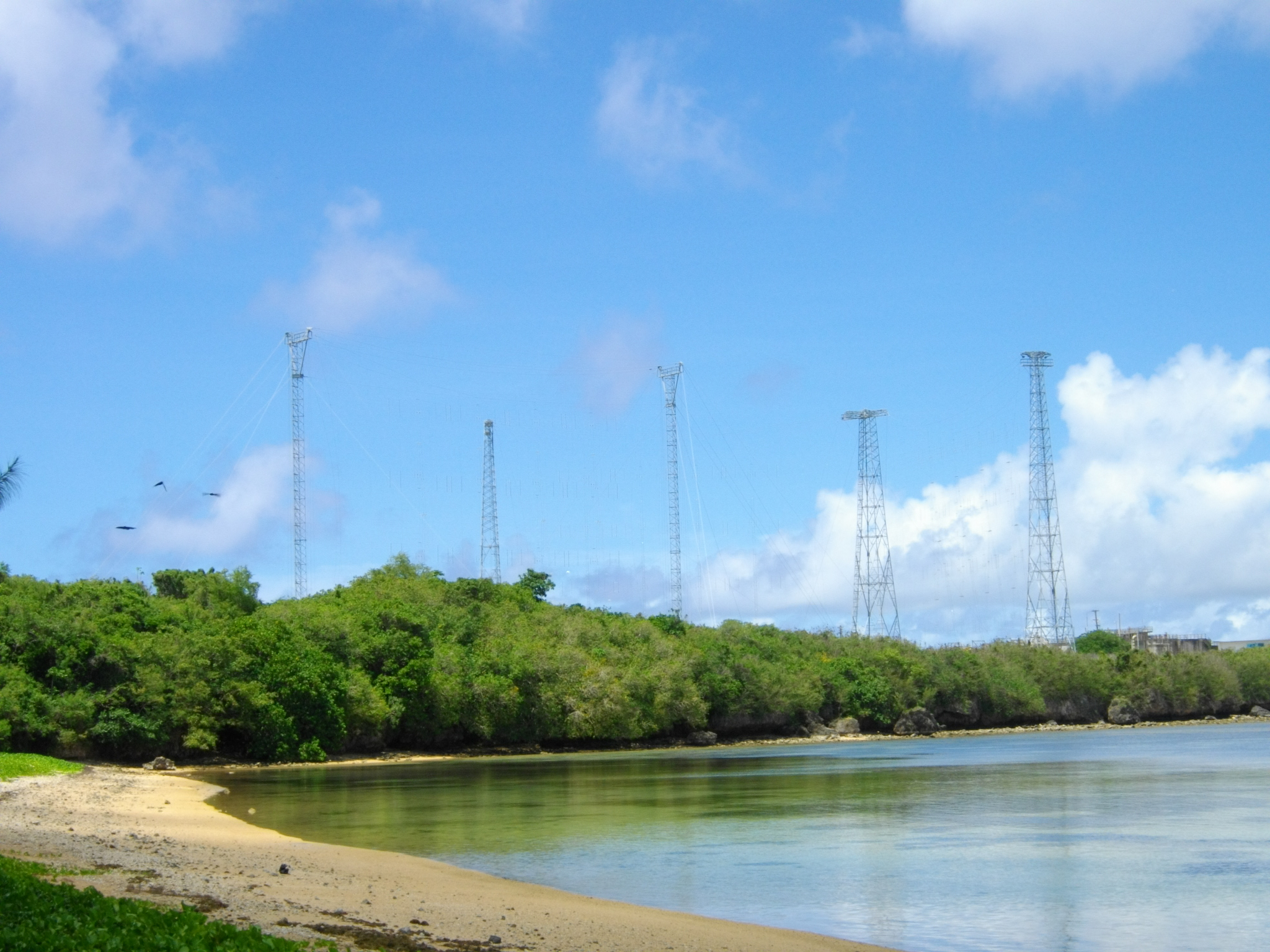
KYOI放送局があったアギンガン岬

アメリカ合衆国・マルコム社（Marcom）の社長ローレンス・S・バーガーがマリアナ諸島でNHKワールド・ラジオ日本が良好に受信できることに目をつけ、当時日本になかった若者向けのロック専門局を作ればヒットするのではと考えて設立。放送開始時の主要ターゲット地域はBCLがブームとなっていた日本であり、音楽好きな日本の12歳から34歳までをターゲット市場とした。当時の日本にはトークがほとんどなく音楽のみを流す構成のラジオ局は珍しかったため話題にはなったが、BCLブームがあったとはいえターゲット層で普及率の高かったラジカセでは短波受信機能を備えたものは少なく、さらにはフェージングを伴った低音質のモノラル放送でもあったためか、多くのリスナーを獲得するには至らなかった。
1982年12月18日に試験放送を開始し、同年12月21日に本放送を開始した。
開局当初は24時間の音楽放送を行った。主にアメリカ、日本などの当時最新のヒット曲を継続して流していた。音楽ラジオ放送の供給会社であるドレイク＝シュノルトから5種類の編成テープの供給を受けた。音楽の合間にスポットCMをはさむ構成であり、1983年時点の主な広告主にはソニー、セイコー、小学館、西武流通グループ、コンチネンタル・ミクロネシア航空があった。
送信方位角の関係から電波はヨーロッパまで届き、ヨーロッパ各地からも受信報告書が届くなど、日本以外の地域でもリスナーが増えた。その反面、混信（同一周波数に中央人民広播電台が出てきたこともあった）や、短波の特性である電離層の不安定さによる受信状態の変化に悩まされた。
時報システムの故障で、誤った時間に時報を放送してしまい、スポンサーであるセイコーが降板。その後次々とスポンサーが降板し、経営難になったとされる。経営難から曲の合間に放送維持のための寄付を呼び掛けるアナウンスがされていた時期があった。1986年12月にクリスチャン・サイエンス・モニターがKYOIを買収し、1987年から放送内容を大幅に変更。1989年に廃局した。

## その他
- 日本語のDJは松本毬生（まつもと まりお）という女性が担当していた。
- オープンリールのテープレコーダーを使っていたため、故障により回転数が遅くなってしまうなどのトラブルも起きた。
- 春と秋に周波数を変更する必要があったが、周知する手段は『ラジオライフ』や『ラジオパラダイス』など一部のBCL専門誌に限られた。
- 開局直後、主要スポンサーであるソニーがラジカセなどに短波チューナー内蔵型のモデル（WA-5000）を発売したことがあった。
- カーラジオに取り付ける、外付けの短波受信コンバータ（周波数変換機）も発売されていた。